# Best of... Remixes
Best of... Remixes è un'antologia dei Bloody Beetroots, pubblicata nel 2011.
Essa contiene alcuni remix di brani di altri autori (Chemical Brothers, Tiga, Robyn ed altri) realizzati lungo il periodo iniziato nel 2007 e terminato nel 2011.

## Tracce
Tutte le tracce sono state remixate dai Bloody Beetroots.
1. Can't Stop Me Now – 4:20 (The Bloody Beetroots & Goose)
2. Mind Dimension – 3:12 (The Bloody Beetroots & Tiga)
3. Muzzle #1 – 4:08 (The Bloody Beetroots & The Whip)
4. Cobrastyle – 4:01 (The Bloody Beetroots & Robyn)
5. Black Gloves – 4:00 (The Bloody Beetroots & Goose)
6. Heads Up! – 5:03 (The Bloody Beetroots & Sound of Stereo)
7. Stomp Da Roach (feat. GZA & Scotty Wotty) – 2:46 (U-God)
8. 72 Virgins – 4:01 (The Bloody Beetroots & Shitdisco)
9. Funk – 3:53 (The Bloody Beetroots & Étienne De Crécy)
10. Baseball Bat (feat. Marina Gasolina) – 2:49 (The Bloody Beetroots & Hervé)
11. Who Are You? – 3:53 (The Bloody Beetroots & Proxy)
12. Second Lives – 4:20 (The Bloody Beetroots & Vitalic)
13. Pistols & Hearts – 3:28 (The Bloody Beetroots & Captain Phoenix)
14. Escape – 4:41 (The Bloody Beetroots & The Toxic Avenger)
15. Stomp Yo Shoes (feat. Tommy Sunshine) – 4:18 (The Aston Shuffle)
16. Bounce (feat. NORE & Isis) – 4:44 (MSTRKRFT)
17. Dissolve – 3:20 (The Bloody Beetroots & The Chemical Brothers)
18. Welcome (feat. The Bloody Beetroots) – 3:53 (Étienne De Crécy)

## Tracce Bonus
1. Circle Jerk – 4:36 (Adam Sky, Zoo Brazil)
2. New Noise (feat. Refused & Steve Aoki) – 2:25 (The Bloody Beetroots)
3. Everybody – 4:38 (The Bloody Beetroots & Goose)
4. Shoulda – 3:40 (The Bloody Beetroots & Mickey Green)
5. Give You Hell – 4:34 (The Bloody Beetroots & The All-American Rejects)